# Arno Wallaard
Arno Wallaard (Noordeloos, 13 oktober 1979 – 28 februari 2006) was een Nederlands wielrenner. Hij overleed aan een hartstilstand toen hij 's avonds na een training met de auto terugkeerde naar zijn woonplaats. Zijn overlijden kwam vlak na zijn debuut als profwielrenner.
In 2007 werd de Omloop van de Alblasserwaard, de koers die hijzelf in 1999 had gewonnen, omgedoopt tot Arno Wallaard Memorial als eerbetoon aan hem.
In 2001 wist hij de Ronde van Keulen voor amateurs te winnen en hij boekte eveneens een aantal ritzeges in Olympia's Tour en de Thüringen Rundfahrt in Thüringen.

## Belangrijkste overwinningen
1999
- Omloop van de Alblasserwaard

2001
- Nederlands kampioen op de weg, Beloften
- 3e etappe Ronde van Thüringen (U23)
- 2e etappe Le Transalsace International (U23)
- Ronde van Keulen (Amateurs)

2002
- 3e etappe Ronde van Antwerpen

2004
- Omloop Houtse Linies
- 4e etappe Olympia's Tour

2005
- Ronde van Overijssel